# Magnolia odoratissima
Magnolia odoratissima este o specie de plante din genul Magnolia, familia Magnoliaceae, descrisă de Yuh Wu Law și Ren Zhang Zhou. Conform Catalogue of Life specia Magnolia odoratissima nu are subspecii cunoscute.